# HyperZ

HyperZ

HyperZ é a marca de um conjunto de técnicas de processamento desenvolvidas pela ATI Technologies e, posteriormente, pela Advanced Micro Devices e implementadas em suas GPUs Radeon. O HyperZ foi anunciado em novembro de 2000 e ainda estava disponível na série Radeon HD 2000 baseada em TeraScale e nos atuais produtos gráficos baseados no Graphics Core Next.
Nos núcleos baseados em Radeon R100, Radeon DDR até 7500, onde o HyperZ estreou, a ATI alegou uma melhoria de 20% na eficiência geral de renderização. Eles afirmaram que, com o HyperZ, a Radeon poderia oferecer uma taxa de preenchimento de 1,5 gigatexels por segundo em vez da taxa teórica aparente da placa de 1,2 gigatexels. Nos testes, foi demonstrado que o HyperZ realmente ofereceu uma melhoria de desempenho tangível que permitiu que a Radeon menos dotada acompanhasse a menos eficiente GeForce 2 GTS.

## Funcionalidade
O HyperZ consiste em três mecanismos:
Compressão Z
O Z-buffer é armazenado em um formato compactado sem perdas para minimizar a largura de banda do Z-buffer enquanto as leituras ou gravações Z estão ocorrendo. O esquema de compressão usado pela ATI na Radeon 8500 operou 20% mais efetivamente do que na Radeon e na Radeon 7500 originais.
Fast Z Clear
Em vez de escrever zeros em todo o Z-buffer e, assim, usar a largura de banda de outra gravação do Z-buffer, uma técnica Fast Z Clear é usada para marcar blocos inteiros do Z-buffer como limpos, de modo que somente cada um desses blocos precise ser marcado como limpo. Na Radeon 8500, a ATI afirmou que esse processo poderia limpar o Z-Buffer até aproximadamente 64 vezes mais rápido do que uma placa sem limpeza rápida do Z.
Z-buffer hierárquico
Esse recurso permite que o pixel que está sendo renderizado seja verificado em relação ao z-buffer antes que ele realmente chegue aos pipelines de renderização. Isso permite que pixels inúteis sejam descartados mais cedo (rejeição Z antecipada), antes que a Radeon tenha que renderizá-los.

## Versões do HyperZ
Com cada nova microarquitetura, a ATI revisou e aprimorou a tecnologia.
- HyperZ – R100
- HyperZ II – R200 (8500-9250)
- HyperZ III – R300 em Radeon 9700[6]
- HyperZ III+ – R350 usado em Radeon 9800, Radeon 9800 XL, Radeon 9800 Pro e Radeon 9800 SE
- HyperZ HD – R420 usado em Radeon X700 a Radeon X850 XT PE